# Броксел
Броксел (фр. Broxeele) насеље је и општина у североисточној Француској у региону Север-Па д Кале, у департману Север која припада префектури Денкерк.
По подацима из 2011. године у општини је живело 309 становника, а густина насељености је износила 81,96 становника/km². Општина се простире на површини од 3,77 km². Налази се на средњој надморској висини од 26 метара (максималној 30 m, а минималној 23 m).

## Демографија
| 1962. | 1968. | 1975. | 1982. | 1990. | 1999. | 2011. |
| ----- | ----- | ----- | ----- | ----- | ----- | ----- |
| 169   | 209   | 190   | 211   | 270   | 269   | 309   |